# تانجو اوزتورک
تانجو اوزتورک (انگلیسی: Tanju Öztürk؛ زادهٔ ۲۲ ژوئیهٔ ۱۹۸۹) بازیکن فوتبال اهل ترکیه است.
از باشگاه‌هایی که در آن بازی کرده‌است می‌توان به باشگاه فوتبال دویسبورگ اشاره کرد.